# Hawker Siddeley

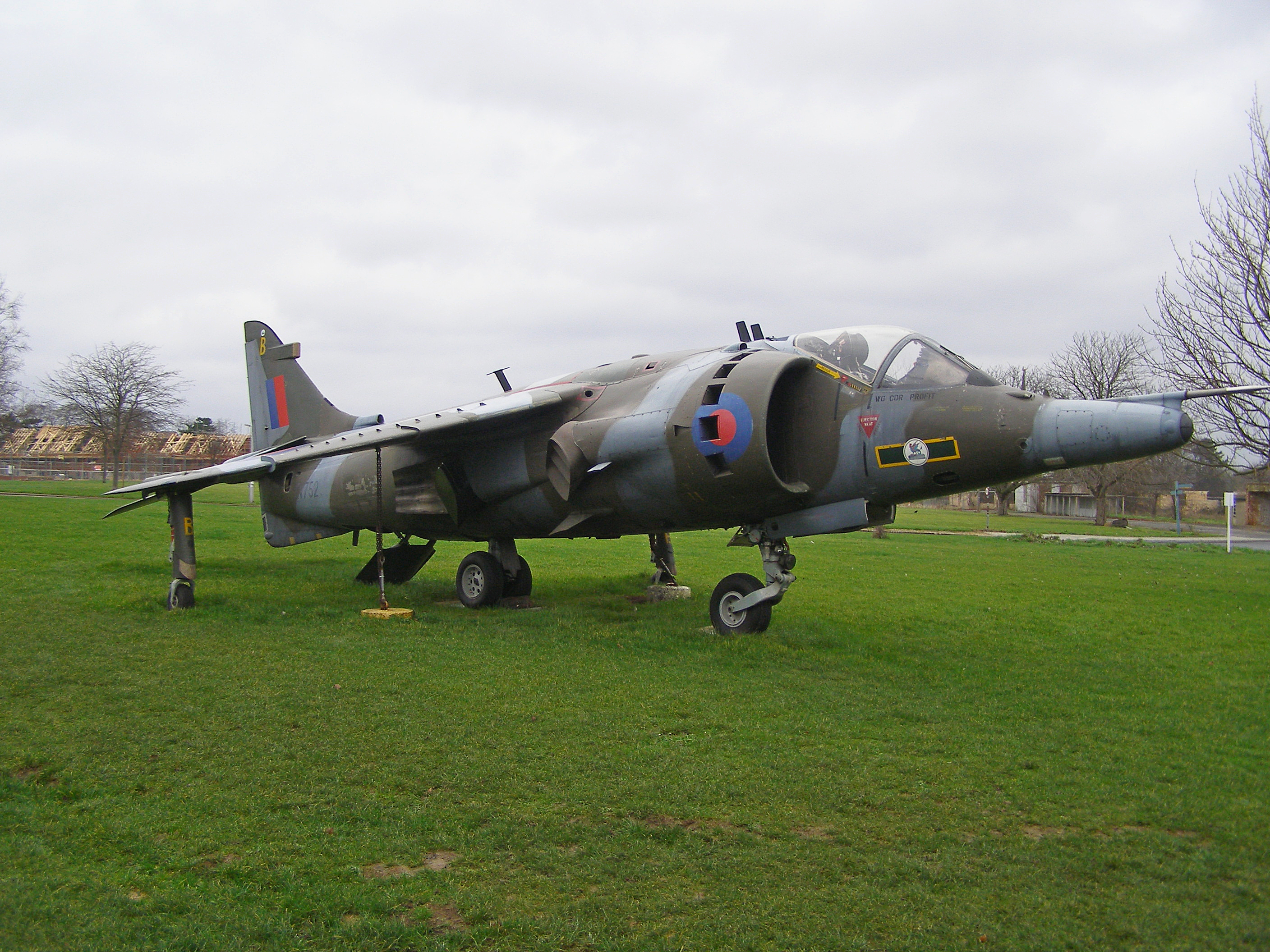
Hawker Siddeley Harrier GR.3

Hawker Siddeley byla skupina britských firem zaměřená na konstrukci a výrobu letadel. V 60. letech patřila spolu s British Aircraft Corporation mezi nejdůležitější letecké výrobce v Británii. V roce 1977 se Hawker Siddeley stal součástí nově založené státní firmy British Aerospace (BAe).
Hawker Siddeley Aircraft Corporation Ltd. byla založena v roce 1935 sloučením firmy Hawker Aircraft s výrobcem vozidel a motorů Armstrong Siddeley a výrobcem letadel Armstrong Whitworth Aircraft. Ve stejném roce získala společnost Hawker Siddeley dvě další - Avro a Air Training Services. Spojené společnosti pokračovaly v prodeji svých typů letadel pod vlastním jménem, ale výroba byla rozšířena v celé skupině.
V roce 1948 byla společnost přejmenována na Hawker Siddeley Group. Letecký sektor se nyní nazýval Hawker Siddeley Aviation (HSA) a část pro výrobu řízených střel, raket, munice či zařízení pro kosmické lety nesl název Hawker Siddeley Dynamics (HSD). V roce 1959 byla spojením výrobců leteckých motorů Armstrong Siddeley a Bristol Aero Engines založena firma Bristol Siddeley. Roku 1959 Hawker Siddeley získal také společnost Folland Aircraft, která byla v roce 1960 následována společnostmi de Havilland Aircraft Company a Blackburn Aircraft.
29. dubna 1977 byly dceřiné společnosti Hawker Siddeley Aviation a Dynamics podle zákona o letectví a stavbě lodí (Aircraft and Shipbuilding Industries Act ) znárodněny a sloučeny s British Aircraft Corporation (BAC) a Scottish Aviation, čímž vznikla British Aerospace (BAe).